# Лакмус
Ла́кмус (від нід. lakmoes) (англ. litmus, нім. Lackmus n, Lackmuspapier n) — фарбуюча речовина, яка добувається з деяких лишайників. Застосовують як індикатор для визначення реакції середовища: в кислому середовищі спостерігається червоне забарвлення лакмуса, в лужному — синє, в нейтральному — фіолетове.
Випускають головним чином у вигляді лакмусового паперу. Лакмусовий папір — це фільтрувальний папір, просочений розчином лакмусу. Застосовується як індикатор на кислоти і луги.